# 템펠호프쇠네베르크구
템펠호프쇠네베르크구(Tempelhof-Schöneberg)는 독일 베를린의 일곱 번째 자치구이다. 2001년 베를린 행정 구역 개편으로 과거의 템펠호프구, 쇠네베르크구가 합쳐져서 형성되었다.